# Mireia Trias Jordán
Mireia Trias Jordán   (Mont-ras, 22 de març de 2000) és una ciclista professional catalana de l'equip Eneicat-CMTeam.

## Història

### Temporada 2018
La Mireia va córrer a les files del Catema.cat, equip amb què va debutar en curses de la segona categoria UCI (la Setmana Ciclista Valenciana i la Durango-Durango Emakumeen Saria). A més, es va imposar en la copa espanyola femenina en la categoria júnior.

### Temporada 2019
En el seu primer any a l'elit, va córrer a les files del Sopela Women's Team, que li va brindar l'oportunitat de debutar en curses de l'UCI Women's World Tour (l'Emakumeen Bira i la Madrid Challenge by La Vuelta). A més, també va guanyar el Torneo Euskaldun.

### Temporada 2020
En la seva primera temporada al Massi-Tactic, on també corria la seva germana gran, Ariadna Trias, fou la millor corredora espanyola de la Ceratizit Challenge by La Vuelta de Madrid, fou la campiona de Catalunya en ruta, segona en contrarellotge, primera de la Copa Catalana i segona d’Espanya en sub-23. També va aconseguir els seus primers 30 punts UCI, gràcies a la sisena posició al campionat espanyol de ciclisme en ruta.

### Temporada 2022
Es va imposar a la classificació de joves de la Volta Feminina a Portugal.